# مياهة
المِياهَة هو رصد مكونات دورة الماء مثل هطول الأمطار وخصائص المياه الجوفية وجودة المياه وخصائص تدفق المياه السطحية وكل ما يختص بالماء كالكثافة والضغط والسرعة.